# 1896年の相撲
1896年の相撲（1896ねんのすもう）は、1896年の相撲関係のできごとについて述べる。

## できごと
1月場所直前、東京相撲の年寄の実力者高砂浦五郎が永久取締の就任を目論み、これに反対する力士33名が1月場所のボイコットを通告する。これに対して高砂側が折れたため1月場所は無事開催され、2月には協会規約が改められるに至った。

## 本場所など
- 1月場所（東京相撲）[2]
  - 興行場所:本所回向院
  - 1月19日より晴天10日間興行
- 5月場所（東京相撲）[3]
  - 興行場所:本所回向院
  - 5月11日より晴天10日間興行
- 9月場所（東京大阪合併相撲）[4]
  - 興行場所:南地五階南手空地
  - 晴天10日間興行

## 誕生
- 1月1日 - 剣岳吉五郎（最高位：前頭2枚目、所属：立浪部屋、+ 1950年【昭和25年】）[5]
- 1月3日 - 吉野山要次郎（最高位：前頭筆頭、所属：立浪部屋、+ 1956年【昭和31年】）[6]
- 1月4日 - 泉洋藤太郎（最高位：前頭7枚目、所属：井筒部屋、+ 1937年【昭和12年】）[7]
- 1月25日 - 司天竜芳太郎（最高位：前頭筆頭、所属：伊勢ヶ濱部屋、+ 没年不明）[8]
- 4月16日 - 若常陸恒吉（最高位：前頭筆頭、所属：出羽海部屋、+ 1940年【昭和15年】）[9]
- 8月10日 - 駒木川蔵太郎（最高位：十両7枚目、所属：振分部屋、+ 1952年【昭和27年】）
- 11月15日 - 高ノ山三郎（最高位：前頭6枚目、所属：出羽海部屋、+ 没年不明）[9]
- 11月23日 - 常ノ花寛市（第32代横綱、所属：出羽海部屋、第2代日本相撲協会理事長、+ 1960年【昭和35年】）[10]
- 12月28日 - 槍ヶ嶽峯五郎（最高位：前頭9枚目、所属：熊ヶ谷部屋→出羽海部屋、+ 1926年【大正15年】）[11]

## 死去
- 11月30日 - 勝山芳藏（最高位：前頭5枚目、所属：玉垣部屋、年寄：尾車、* 1841年【天保12年】）

## 作品
- 講談『寛政力士伝』早川貞水（一龍斎貞水）